# Али аль-Хади
‘Али́ ибн Муха́ммад аль-Хади́ (араб. علي بن محمد الهادي‎; 8 сентября 829, Медина, Аббасидский халифат — 27 июня 868, Самарра, Аббасидский халифат), также известный как ан-Наки́ («пречистый») и аль-Хади́ («ведущий прямым путём») — десятый имам шиитов-двунадесятников, сын Мухаммад аль-Джавада. Был знатоком Корана, хадисоведом и правоведом. Халиф аль-Мутаваккиль вызвал его из Медины в свою резиденцию в Самарре.

## Биография
Али аль-Хади родился 16 Зу-ль-хиджа 212 года хиджры (7 марта 828 года н.э.) в Сорайе, деревне недалеко от Медины, основанной его прадедом Мусой аль-Казимом. Али аль-Хади был сыном Мухаммад аль-Джавада, девятого из двенадцати имамов, а его матерью была Самана (или Сюзан), рабыня магрибского происхождения. Ко времени смерти отца ему было 6 или 8 лет, и он жил с матерью в Медине, где учился.
После смерти аль-Джавада в 835 году большинство его последователей признали его сына Али следующим имамом. Как и его отец, Али аль-Хади был ещё несовершеннолетним, когда унаследовал имамат в возрасте около 6 или 8 лет. Однако благодаря прецеденту аль-Джавада имамат Али был широко принят без особых возражений, хотя в обоих случаях ближний круг их предшественников, должно быть, сыграл заметную роль в укреплении их имамата.
Умер имам аль-Хади в 868 году в Самарре. Его останки покоятся в мечети Аскария. Предполагается, что его умертвили по приказу халифа, так как тот остерегался Алидов.

### Книги
- Петрушевский, И. П. Ислам в Иране в VII—XV веках (курс лекций) / Отв. редактор В. И. Беляев. — Л.: Издательство Ленинградского университета, 1966. — 400 с.
- Momen, Moojan[перс.]. An Introduction to Shi'i Islam (англ.). — New Heaven: Yale University Press, 1985. — XXII, 397 p. — ISBN 978-0-300-03531-5.
- Hussain, Jassim M. Occultation of the Twelfth Imam: A Historical Background :  [англ.]. — Muhammadi Trust of Great Britain and Northern Ireland, 1986. — 221 p. — ISBN 0907794017. — ISBN 9780710301581.
- Wardrop, S. F. Lives of the Imams, Muhammad al-Jawad and ‘Ali al-Hadi and the Development of the Shi’ite Organisation :  [англ.]. — University of Edinburgh, 1988. — 347 p.
- Daftary, Farhad. A History of Shi'i Islam (англ.). — London: I.B. Tauris, 2013. — 315 p. — (Shi'i heritage series). — ISBN 07-556-0866-6. — ISBN 978-0-755-60866-9.

### Статьи
- Ализаде А. А. Али ибн Мухаммад // Исламский энциклопедический словарь. — М. : Ансар, 2007. — С. 70. — ISBN 978-5-98443-025-8. (CC BY-SA 3.0)
- ‘Alī al-Hādī / Madelung Wilferd. // Encyclopædia Iranica [Электронный ресурс] :  [англ.] / ed. by E. Yarshater. — 1985. — Vol. I, Fasc. 8. — P. 861—862.